# Апријес
Апријес (старогрчки: Απριης) је био египатски фараон, припадник Двадесетшесте египатске (саиске) династије. Владао је од 589. до 570. године п. н. е.

## Владавина
Био је син и наследник фараона Псамтика II. Наследио га је 589. године п. н. е. Обојица владара су настојали да наметну Египат као доминантну силу на Леванту. Апријес је помогао јудејском краљу Зедекији у подизању устанка против вавилонског краља Набукодоносора. Послао је помоћ Јерусалиму кога је Набукодоносор опсео. Војска је у Палестини пораженаје, а Јерусалим је пао. Пред крај владавине, Апријес је учао у рат са грчким колонијама у Либији. Апријесову наклоност према Грцима искористио је Амазис, један од његових војсковођа, који је подигао побуну и свргнуо Апријеса. Потом је оженио Апријесову кћерку и постао фараон. Апријес је погубљен 567. године п. н. е.